# Jura de Santa Gadea (Marcos Hiráldez de Acosta)
La Jura de Santa Gadea o Jura del rey Alfonso VI en Santa Gadea es un óleo sobre lienzo pintado en 1864 por el artista sevillano Marcos Hiráldez de Acosta y conservado en el Palacio del Senado de España, que alberga desde el siglo XIX una notabilísima colección de pintura historicista relacionada con la historia de España.
El éxito alcanzado por la obra fue enorme, y se convirtió en la representación por antonomasia del célebre juramento. Y, de hecho, ha sido empleada frecuentemente para ilustrar muchos libros de historia medieval de España.

## Historia del cuadro
La obra fue ejecutada en la ciudad de Roma, mientras Marcos Hiráldez de Acosta disfrutaba de una pensión del duodécimo duque de Osuna, Mariano Téllez-Girón. Y el autor ganó con este cuadro la medalla de segunda clase en la Exposición Nacional de Bellas Artes de 1864, donde consiguió trece votos por parte del jurado.
El Senado español adquirió el cuadro por 7.500 pesetas en el siglo XIX, y el hecho de que fuera comprado por el Estado con destino al Palacio del Senado resulta muy revelador, como indicó Payo Hernanz, ya que ello corrobora el hecho de su importancia no sólo «estético-romántica sino también ideológica».
En el ángulo inferior derecho del cuadro aparece la firma del autor: «M. HIRÁLDEZ ACOSTA / ROMA 1864».

## La Jura de Santa Gadea

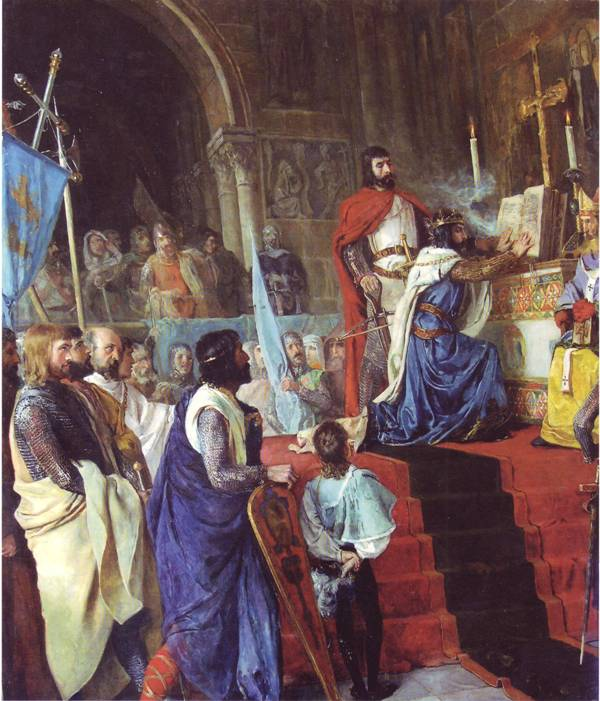
La Jura de Santa Gadea, de Armando Menocal. 1887. (Ayuntamiento de Alfafar).

La Jura de Santa Gadea es una leyenda medieval transmitida por el Romance de la Jura de Santa Gadea, en la que se narra el juramento que supuestamente hubo de prestar el rey Alfonso VI de León en la iglesia de Santa Gadea de Burgos, a finales del año 1072, a fin de demostrar que no había tomado parte en el asesinato de su propio hermano, el rey Sancho II de Castilla, que había sido asesinado el siete de octubre de ese mismo año durante el Cerco de Zamora. Esta ciudad pertenecía a la hermana de la víctima, la infanta Urraca de Zamora, y el medievalista y sacerdote jesuita Gonzalo Martínez Diez, experto en la figura de Rodrigo Díaz de Vivar, afirmó lo siguiente con respecto al hipotético juramento:

Se trata de una bellísima y poética escenificación carente de cualquier base histórica o documental. No precisaba Alfonso VI de ningún juramento solemne ni de ninguna nueva proclamación en Burgos.

A lo largo de los siglos, en algunas ocasiones la legitimidad de los gobernantes ha sido puesta en duda por sus inferiores, y uno de los casos más paradigmáticos en la Península ibérica es la célebre Jura de Santa Gadea, ya que era necesario, como indicó el doctor Metzeltin, tener un gran coraje y valor personal para exigir a un monarca que prestase juramento, y a ello solamente, como aseguró dicho autor, «se atrevió» el Cid Campeador, conquistador de Valencia.
El pasaje escenificado en el cuadro se basa principalmente en el relato del célebre juramento que proporcionó Modesto Lafuente en el siglo XIX en su Historia General de España.

## Análisis de la obra

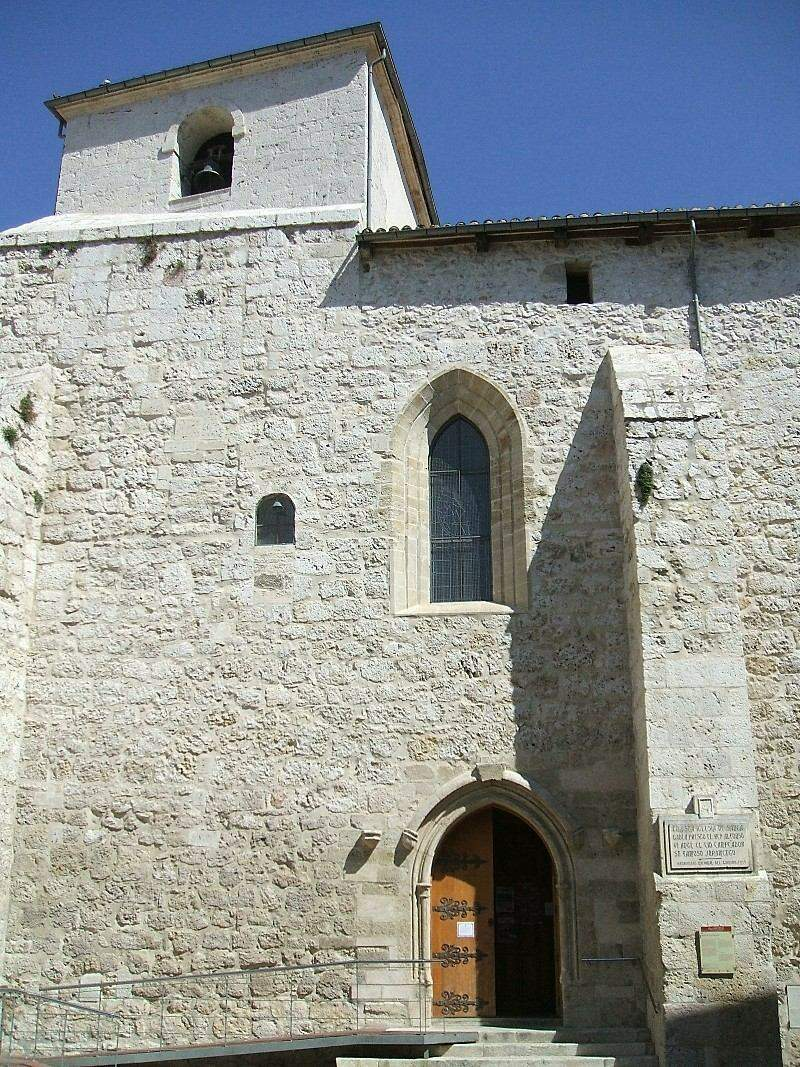
Exterior de la iglesia de Santa Gadea de Burgos.

En opinión de diversos autores, este lienzo no destaca ni por sus «características formales» ni por la fama de su autor, pero a pesar de ello, y como se indicó en la obra El arte en el Senado, editada por el Senado de España en 1999, el cuadro tiene una «considerable importancia historiográfica para la caracterización de la pintura de historia». Y su trascendencia radica sobre todo en el tema, ya que la vida de Rodrigo Díaz de Vivar es, y por antonomasia, una de las que mejor se identifican con la pintura de historia, y concretamente el episodio de la Jura de Santa Gadea ha resultado siempre célebre o incluso popular, lo que ha llevado a que esta obra haya sido reproducida en múltiples ocasiones y a que exista una copia suya incluso en la Diputación Provincial de Burgos, ciudad en la que este lienzo tuvo una notable repercusión, que fue ejecutada en 1880 por el artista burgalés Andrés García Prieto. Y en opinión de algunos historiadores del arte, es fundamental tener en cuenta lo siguiente a la hora de analizar el cuadro:

El Cid es uno de los prototipos de guerrero despechado que define el carácter español, para el que la honra se antepone a cualquier interés material, una figura mítica de la literatura y de la historia desde tiempos medievales, profundamente anclada en el imaginario colectivo del siglo XIX.

La síntesis compositiva alcanzada en el cuadro prueba claramente que Marcos Hiráldez de Acosta realizó a la perfección un buen «ejercicio académico», ya que el lienzo plasma apropiadamente y con maestría un relato temporal, por lo que algunos la califican de obra «ejemplar» o arquetípica dentro del género de historia.
Durante la Transición española, como indicó Lara Campos Pérez, el célebre juramento de Santa Gadea fue empleado para ensalzar los valores democráticos que por entonces se pretendía inculcar a la juventud, y esta historiadora llegó a afirmar en relación con este cuadro que:

Sin este juramento, el Cid se negaba a ponerse al servicio de su Rey, ya que para el caballero medieval, la legalidad y la justicia parecían ser, según se podría desprender de esta imagen, principios que debían anteponerse, incluso, a la fidelidad a su señor. Los valores que se ensalzaban en esta imagen del Cid ya no eran los de su audacia militar o los de su facilidad para matar árabes, sino los de su convicción moral.